# マクスウェルブリッジ

マクスウェルブリッジ

マクスウェルブリッジ（英語: Maxwell bridge）は、電気抵抗と静電容量をある値に置き、それを利用して未知のインダクタンスを求めるために使用されるホイートストンブリッジの一種。

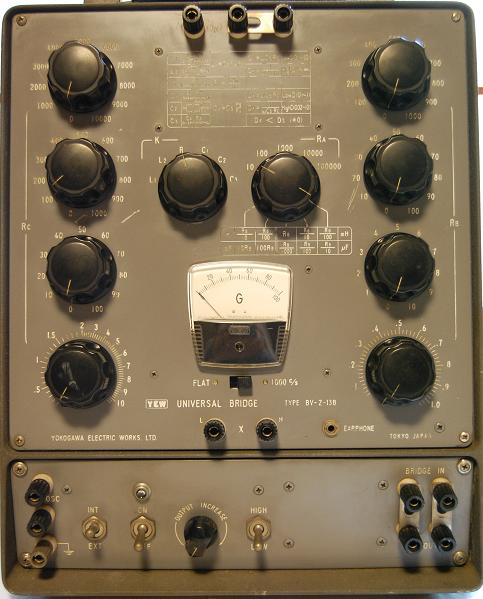
交流万能ブリッジ